# LOV-1装甲兵員輸送車
LOV-1（クロアチア語: LOV-1)とは、クロアチアで開発された装輪装甲車である
｢LOV｣はクロアチア語で軽装甲車を意味する｢Lako Oklopno Vozilo｣の略語である。

## 概容
クロアチアは独立戦争中、国連による武器禁輸措置が課されていた。そのため、クロアチア陸軍では戦闘が長期化するにつれ、装甲兵員輸送車を含む各種IFVの稼働数が減少していた。
1992年、国防省はこの問題を解決するため、国内企業に対し迅速かつ大量生産できる簡易的な装甲車の開発を命じた。1993年後半に陸軍が50両発注し、初期バッチは1994年に納入された。

## 装備
本車はクロアチア国内で生産されている機材を用いて開発されている。
車体はリエカに本社があるトーピードが生産しているTAM 110軍用トラックをベースにしている。
武装は国内で生産しているM2 12.7mm重機関銃を装備している。
エンジンはトーピードが生産したTAM 110と同じ130馬力級のディーゼルエンジンを搭載している。

## 派生型
LOV-Z
指揮通信車型。ラジオ通信機を追加し、空冷設備を備えるため戦闘室が大型化している。
LOV-IZV
偵察戦闘車型。武装をRT-20対物ライフルに換装し、60mm多連装ロケット砲を追加している。
LOV-ABK
NBC偵察車両型。

## 運用
LOV-1は閃光作戦で初めて戦場に投入された。一般公開されたのは作戦終了後に首都ザグレブで行われた軍事パレードである。後に紛争を終わらせるきっかけとなった嵐作戦にも投入された。紛争終結後は一部の車両がコソボに派遣され、EUREXに従事した。
現在、LOV-1は近年取得しているパトリアAMVや各種MRAPに置き換える形で退役したが、一部の派生型が予備役として運用されている。